# Body Count
Body Count er et Amerikansk rap-metal-band fra Los Angeles, Californien. Bandet blev dannet i 1990 af forsanger Ice-T og guitaristen Ernie C, og deres debutalbum Body Count (1992) fik stor opmærksomhed især på grund af det kontroversielle nummer "Cop Killer". Bandet har i alt udgivet seks albums. 

## Studiealbum
- Body Count  (1992)
- Born Dead  (1994)
- Violent Demise: The Last Days  (1997)
- Murder 4 Hire  (2006)
- Manslaughter  (2014)
- Bloodlust  (2017)
- Carnivore  (2020)